# Greve Graphics
Greve Graphics var ett spelföretag ifrån Lund, det första spelföretaget i Sverige, och Skandinavien. Företaget grundades 1984, och startades av tre svenska universitetsstuderande som hoppat av sina utbildningar, och arbetade heltid med spelutveckling. Men det tog ända till 1986 innan första spelet var färdigt för konsumentmarknaden. Förläggaren var American Action. Idag anses Greve Graphics vara ett kultförklarat företag. Många minns bolaget vid kortnamnet "GG".

## Företaget
Företaget skickade i början av 1985 in material till datortidningen Zzap64! (nr11, mars 1985), där Bengt "the dog" Caroli med stora ord presenterade företaget och dess produkter. När tidningen, mot förmodan, publicerade materialet, hade Greve Graphics inga spel klara, utan hade bara idéer och utkast. De blev då tvungna och snabbt göra några spel. Också en artikel i den svenska datortidningen Datormagazin presenterade företaget och dess produkter med en artikel med rubriken Nya svenska superspel. Namnet på företaget kommer av att en av grundarna kallades för "greven", ett smeknamn som uppkommit på grund av att han inte gillade att få sitt hår klippt, och då genom sin frisyr påstods se ut som en greve. Företaget hade först en liten lokal i Lund, kallad "Greve Graphics Software Centre building", sedan egna lokaler i Helsingborg, på Prästgatan 24 (våning 2), från november 1986, samt ett kontor på Tenerifa. Enligt flera källor ordnade företaget stora fester för att marknadsföra sina produkter, fester, som gick under namnet 'Vernissage', som höll på i flera dagar.

## Utvecklare
Företaget hade två grundare, det var Bengt Caroli samt Nils Hård. Lars Hård tillkom senare. Bengt Caroli var den som ledde programmeringsarbetet, men Greve Graphics produkter utvecklades också av externa programmerare. Lars Hård hade ledningsrollen i företaget och skötte affärsförhandlingar, men programmerade också musiksystemet i GG:s alla produkter samt komponerade musiken och skapade ljudeffekter. Nils Hård skapade grafiken. Utöver de tre grundarna fanns ett tjugotal personer kopplade till verksamheten. Vissa hade utvecklingsavtal och vissa personer hade projektanställning. Spelet Blood'n Guts skapades dock helt och hållet av grundarna. Ett rykte säger att fler än de tre grundarna var inblandade i utvecklingen av Blood'n Guts, men detta stämmer inte. Däremot började spelet som ett av många sportspel och tillsammans med American Action beslöt man byta ut grafik, ljud och handling till vikingaspel. En extern utvecklare, Bernt Ahlbäck ("Barrnt i korvskinnsfabriken"), som senare skulle göra nyttoprogram till PC såsom SmartFrame, användes som huvudprogrammerare av spelet 1943 - One Year After. Främsta utvecklingsverktyget var Machine Lightning. Personerna som grundade Greve Graphics satsade, efter att företaget lagts ner 1987, på andra datorjobb inom Sverige. Bengt Caroli ägnar sig åt tillverkning av programvara för att skapa blanketter. Lars Hård driver idag företag ExpertMaker inom artificiell intelligens för mobila tillämpningar. Nils Hård arbetar på ett e-handelsföretag inom hobbyområdet.

## Produkter

### Spel

#### Soldier One (1986)
Första spelet släpptes den 8 augusti 1986, och hette Soldier One, släppt för Commodore 64, ett krigsspel med olika minispel. I spelet spelar spelaren som Soldier One som ska försöka besegra en general som tagit över en ö. Det gäller att ta sig fram till ön (nivå 1-4), ta sig igenom öns förvar (nivå 5-6), och förstöra generalens högkvarter (nivå 7). Spelet består av sju banor som, även i den svenska manualen, har engelska namn - "Battle at sea", "Behind the cannon", "Closing in on the island", "Enter the island", "Fight them on the beach", "Watch out for ambush", "The fortress". Omslagsbilden till produkten tecknades av Dick Qwarfort. Utgivningen av Soldier One kännetecknas av American Actions annorlunda sätt att hantera marknadskommunikationen. Claes Magnusson, marknadschef på American Action skickade ut "inkallelseorder" till tusentals barn. Kampanjen var mycket lyckad och resultatet blev att Greve Graphics första spel såldes i för den tiden stora volymer i Sverige. Sättet att marknadsföra fick en hel del kritik från irriterade föräldrar. Spelet släpptes även i ett stort antal länder runtom världen, men uppgifter om faktiska försäljningssiffror finns ej att tillgå idag. I svensk press fick spelet medelmåttiga betyg, medan betygen utomlands var underkänt.

#### Supercan (1986)
Tillsammans med Soldier One utvecklades spelet Supercan, ett plattformsspel där man i form av en soptunna ska ta sig ut ur en labyrint. Spelet släpptes senare av MAXX, men är ovanligt, spelet fick istället en ny inladdningsbild och nya karaktärer i spelet och lanserades under namnet Captured. Det kan ha funnits planer att ge ut en ny version av spelet senare under namnet Warp One.

#### Captured (1986)
Spelet Captured är ett plattformsspel, där spelaren ska hjälpa en tillfångatagen soldat, Soldier One ifrån det tidigare spelet, att fly genom att finna den niosiffriga koden till fängelsets port och sedan ta sig ut levande. Koderna hittar spelaren i Dödens rum, som det finns nio stycken av runt omkring i byggnaden. Enligt manualen har Soldier one ett laservapen med tre skott, som kan användas för att utplåna alla vakter i ett rum, i själva spelet står det dock att det är bomber, och spelaren börjar endast med en bomb. För att avfyra "laservapnet" behöver spelaren ställa sig rakt fram, dra joysticken nedåt och trycka på fire. När detta görs i spelet lyfter spelfiguren den ena armen, vilket inte är helt olikt en Hitlerhälsning. Spelare kan hitta fler bomber, 3 stycken, i spelet. Spelaren börjar spelet med fem liv, därutöver kan spelaren finna fler liv, dock bara 2 stycken, i spelet. Genom spelet kan man dessutom finna lönndörrar, totalt 5 stycken, som tar spelaren från en skärm till en annan. Spelomslaget påstår att spelet innehåller över 100 skärmar ("over 100 screens"), medan spelet innehåller 58 skärmar, plus 9 "Dödens rum". Även om det krävs att ta sig igenom vissa skärmar två gånger för att klara spelet, så stämmer ändå inte uppgiften om hundra skärmar. Spelomslagets illustratör var Christer Wallentin. Spelomslaget designades av Claes Magnusson. Spelets tagline var: "Captured will have you always looking over your shoulder!", samt: "Oh no, you are...Captured!".

#### Blood and guts (1986)
Lagom till julhandeln 1986 släppte företaget spelet Blood and guts, även stavat Blood'n guts. Speltillverkarna själva beskrev spelet som ett slags nordisk Winter Games, och har även beskrivits som "ett slags Summer Games i den nordiska myllan". Spelet består av ett antal minispel. Antingen kunde två spelare spela spelet mot varandra, vilket innebar att visa grenar spelades direkt emot varandra eller så turades spelarna om att utföra andra grenar. Spelarna fick välja mellan fyra olika karaktärer, vilka hette Nop, Knorr, Hawk och Dog. Det gick också att spela spelet mot datorn, som då utgjordes av karaktären Droid. De tio grenarna i spelet utgöra av Dragkamp, Tornhopp, Stenrullning, Ölhävning, Stenkast, Kattkast, Balansgång, Yxkast och Armbrytning. Förutom att tävla mot en motspelare eller datorn, kunde även grenarna tränas, genom att spelaren i spelets meny valde "training". Då kunde man i diskettversionen välja mellan de olika grenarna i en lista, för att så ladda in denna gren och spela denna tills man valde "No" på fråga om att spela om. I kassettversionen kunde man också träna, men då fick man spela igenom och träna på alla grenarna, eftersom varje gren laddades in i den ordning som spelen fanns lagrade på kassetten. Reklam för spelet gjordes första gången 16 oktober 1986. Spelets tagline var: "Blod, svett och tårar" och fick även en löpsedel på Kvällsposten som förfasade sig över "blod och inälvor" i den tidens debatter om video- och datorspelsvåld, och debatten fördes också av Barnmiljörådet och Hem & Skola. Det fanns planer på att även släppa Blood'n guts II.

#### '43 - One Year After (1987)
'43 - One Year After (eller "1943") var ett flygplansspel av arcadtyp. Spelet utspelar sig år 1943 under kriget över Stilla havet, och de japanska kamikazepiloterna är blodtörstigare än någonsin och tror är de är okrossbara. En kapten R. B. Wildfox väljer ut dig som spelare, och du tar på dig rollen att spela Bertram M. Digdale, en före detta elitpilot som har bakom sig flera misslyckade uppdrag utomlands. Uppdraget är att patrullera den farligaste delen av Stilla havet, att skjuta ner så många kamikazepiloter som möjligt, och att genom det bekämpa en viss admiral Yamamoto. I spelet styrs ett P52 Lightning plan. Man kan i spelet göra looping med planet, men endast ett begränsat antal gånger. När spelet börjar så har man tillgång till tre loopingar samt till tre stridsplan (tre liv). Under spelets gång möts svarta och grå mindre fiendeplan (ger 10 poäng vid nedskjutning) och större fiendeplan (50 poäng), samt mindre vita fiendeplan. När de vita planen skjuts ner så lämnar de en POW-symbol, som antingen kan vara vit, röd eller turkos, vilket kan ge spelaren fri skärm, extra liv eller bonuspoäng (200 poäng). Spelreklamen utlovade ett spel med över 6 timmars unika bakgrundsscenarier. Bakgrundscenarierna är dock endast olika fram till bana 7, för att sedan repeteras. Spelet går inte att klara av, utan efter bana 999 kommer bana 000 (dvs. bana 1000) och därefter level 001. Också kartan vid sidan av spelytan repeterar sig, så att spelaren efter andra kartan åter börjar längst ner på den första kartan igen. Hur fiendeplanen rör sig är samma på samtliga banor, men undantag för den första banan. Det enda som inte repeterar sig är poängräknaren, som slutar räkna efter att spelaren nått en poängsumma på 99990 poäng. '43 - One Year After' var det enda av Greve Graphics släppta spel där man kunde få poäng. Spelet släpptes endast några månader före Capcoms spel 1943: The Battle of Midway.

#### Goremium (1987)
Företaget utvecklade under 1987 ett spel under namnet Goremium. Inför lanseringen togs fem originaldisketter fram, men spelet släpptes sedan aldrig officiellt. Två spelare kan spela spelet samtidigt. Spelets mål är att besegra Rinevald och hans onda söner som har varsin ond styrka, Dirvania (eld), Jilvod (vatten) och Transvaj (jord). Därefter får spelarna möta en gigantisk drake, för att så kunna rädda sin söta prinsessa. Spelarna styr varsina rymdskepp. Rymdskeppen går att bygga ut under spelets gång. Spelarna kan emellanåt också koppla ihop sina båda rymdskepp för att tillsammans bli effektivare. Spelet använde den då nya doublescroll-tekniken för att ge spelet fler dimensioner. Även ramen användes för fullt till spelets grafik vilket gav en stor spelplan. 48 spritar syns samtidigt på skärmen, och draken som utgör slutboss består av 13 spritar. Spelarens rymdskepp kan om den byggs ut maximalt också bestå av 13 spritar. Spelet planerades att eventuellt släppas i USA under juni 1987, och sedan släppas i Skandinavien under september 1987. Spelet planerades inte att distribueras av American Action eller något annan svenskt företag. Spelet pris planerades vara 249 kronor både på kassett och diskett. Detta var Greve Graphics sista spel, ett spel som aldrig släpptes.

### Samlingsbox
Fyra av företagets spel släpptes i en samlingsbox 1987 kallad 4 Action Hits. Spelen i sig var identiska med sina tidigare utgåvor, men laddades in via en meny (kassettversionen). Spelet foundade som "4 Action Hits" och laddade snabbt in en meny där användaren kunde välja ett av de fyra spelen genom att trycka på tangenterna 1-4. Spelen låg sedan lagrade i rad på kassettens första sida, bortsett ifrån Blood'n guts som låg ensamt på kassettens andra sida.

### Utvecklingsverktyg
Greve Graphics släppte också utvecklingsverktyget "The Basic Revenge". Detta var ett nyttoprogram avsedd för programutveckling på Commodore 64. Programmet i sig tog dock upp en hel del av 64:ans minne, för när programmet var inladdat i datorn fanns endast omkring 30 kilo byte kvar att använda. Basic Revenge släpptes endast på diskett. Verktyget hade en rad extrakommandon som 64:ans interna basictolk saknade, såsom renumber, trace och find. Tanken var också att släppa tilläggsmoduler med bland annat musikutvecklingssystem, flödesscheman, talsyntes byggd på fonem, fonteditor, spriteseditor (animering) samt en AI-styrd syntaxkontroll.
Detta paket ansågs mycket före sin tid och innehöll bland annat en DWIM-funktion (Do What I Mean Not What I Type), inspirerad av motsvarande verktyg på LISP-maskiner.

### Musik
Företaget skapade också musik till andra C-64 och Amiga-titlar under 1986 och 1987 än sina egna produkter, sammanlagt till omkring 15 titlar, såsom spelet Tödliches Dioxin.

### Computer Novels
Företaget var också inblandat i skapandet av spelserien Computer Novels, spel som var interaktivt, framtaget för Commodore 128, med digitalizerade bilder.. Det första spelet i serien släpptes 1987 och hette The Three Musketeers, och enligt en annonsering släpptes spelet för Commodore 64, Commodore 128 (med utökad grafik) och Amiga, samt planerades att ges ut till Spectrum, Amistad, Atari ST, Macintosh och PC. Detta blev dock det enda spelet i serien som släpptes. En funktion i spelet var att man när som helst kunde "spara läge" under spelandet. Ytterligare ett spel i serien utannonserades, spelet Ivanhoe, men det släpptes inte, trots att bilder på spelet florerat i pressen och reklam för spelet redan hade publicerats. Ett första utkast till tape loader-musik till spelet, löst baserat på Carmina Burana av Carl Orff, skrevs av Anders Andréen. Andra titlar som planerades i serien var Jorden runt på 80 dagar, Röda Nejlikan och Greven av Monte Cristo.

## Highscore
Greve graphics samtliga spel innehåll någon form av rekordtabell, utom spelet Blood'n guts. I spelet Soldier One finns ingen poängräknare i spelet, istället kommer den högst på rekordlistan som nått den högsta banan, med kortast tid som andra variabel. Spelet Captureds "lista" har endast 1 post, där siffran på de antalet koder och namnet på den som lyckats nå flest antal koder presenteras. Om någon klara spelet, dvs fått alla koder, samt tagit sig ut ur byggnaden, visas i rekordposten istället för en siffra ett utropstecken ("!"). Spelet 1943 - One Year After har en rekordlista med 5 poster där den förprogrammerade högsta poängen är just 1943 poäng. Ett återkommande tema i dessa tabeller var namnet Dog, som förekom hos både Soldier One och Captured, men som också var namnet på en av karaktärerna i spelet Blood'n guts.

### Soldier One
| Bana    | Tid   | Namn |
| ------- | ----- | ---- |
| SCENE 2 | 01:00 | DOG  |
| SCENE 2 | 02:00 | IS   |
| SCENE 2 | 03:00 | GOD  |

### Captured
| Flest antalet koder | Namn |
| ------------------- | ---- |
| 2                   | DOG  |

### 1943 - One Year After
| Namn | Poäng |
| ---- | ----- |
| AAA  | 01943 |
| BBB  | 00200 |
| CCC  | 00150 |
| DDD  | 00100 |
| EEE  | 00050 |